# 凯瑟琳·塔皮亚
卢丝·凯瑟琳·塔皮亚·拉米雷斯（西班牙語：Luz Katherine Tapia Ramírez；1992年12月7日—），哥伦比亚女子足球运动员，司职守门员，目前效力于帕尔梅拉斯体育俱乐部和哥伦比亚国家女子足球队。她曾代表哥伦比亚参加2024年夏季奥林匹克运动会女子足球比赛。